# Jacob Timpano
Jacob Timpano, né le 3 janvier 1986 à Wollongong, est un footballeur australien qui joue actuellement pour le club australien de North Queensland Fury FC.

## Carrière en club
Timpano a précédemment joué pour Wollongong Wolves en ligue australienne. Il est un milieu défensif, et a représenté l'Australie à la Coupe du monde des moins de 20 ans 2005 et été le capitaine de l'équipe et pour la Coupe du monde des moins de 17 ans 2003. En la saison 2005-06, Timpano était une pièce maîtresse du Sydney FC. En la saison 2006-07, Timpano n'a fait que deux apparitions à cause de blessures récurrentes à la jambe. En la saison 2007/08, Jacob n'est pas prêt à jouer tous les matchs en raison de ces mêmes blessures. Il a marqué pour Sydney pour leur deuxième match de préparation contre Sutherland. 

## Carrière internationale
En 2006, Timpano a été choisi comme capitaine de l'équipe d'Australie des moins de 23 ans pour les qualifications aux Jeux olympiques d'été de 2008, et a joué trois rencontres internationales contre l'Iran, le Viêt Nam et l'Ouzbékistan.